# Clytus rufoapicalis
Clytus rufoapicalis är en skalbaggsart som beskrevs av Maurice Pic 1917. Clytus rufoapicalis ingår i släktet Clytus och familjen långhorningar. Inga underarter finns listade i Catalogue of Life.